# Димитриос Марулис
Димитриос (Димитрис) Марулис (на гръцки: Δημήτριος, Δημήτρης Μαρούλης) е гръцки просветен деец от XIX век.

## Биография
Марулис е роден в 1840 година в епирското село Кацикас, близо до град Янина, което тогава е в Османската империя. Първоначално учи в училището на Янина Зосимеа, а след това в богословско училище Ризарио в Атина, откъдето се записва във Философския факултет на Атинския университет. Преди да завърши обучението си Марулис е изпратен от директора си в Ризарио Коляцос, като учител в евангелското училище в Смирна, основано от мисионерската организация на германския град Бремен. В Смирна Марулис продължава да се занимава с богословие и философия, участва в различни обучителни курсове в няколко германски университети, получавайки от тях протестантски влияния. През лятото на 1864 година Марулис са връща в Атина, като доктор по философия от университета в Гьотинген и веднага е поканен да преподават в гръцката гимназия в Солун.
На следващата 1870 година гръцката община в Сяр го кани за директор на гръцкото класно училище (и по-късно гимназия), където въвежда звучната метода в обучението. В Сяр за две години - 1870 - 1872, Марулис развива широка просветна дейност, макар че се сблъсква със съпротивата на местния владика Неофитос Петридис. Името му носи улица в Сяр.